# Stade Docteur-Constantin-Rădulescu
 (mars 2025).
Si vous disposez d'ouvrages ou d'articles de référence ou si vous connaissez des sites web de qualité traitant du thème abordé ici, merci de compléter l'article en donnant les références utiles à sa vérifiabilité et en les liant à la section « Notes et références ».
Le stade Dr. Constantin Rădulescu (roumain : Stadionul Dr. Constantin Rădulescu) est un stade de football situé à Cluj-Napoca en Roumanie. Il a été ainsi nommé en hommage à Constantin Radulescu qui fut sélectionneur de la Roumanie lors des trois premières Coupe du monde (1930, 1934 et 1938)
C'est le domicile du CFR Cluj. Le stade a une capacité de 23 500 places.

## Histoire
Il a été rénové en juillet 2008. Il est prévu qu'une nouvelle tribune soit ajoutée, augmentant la capacité à 30 000 places.